# Chris Riggott
Christopher Mark "Chris" Riggott (født 1. september 1980 i Derby, England) er en engelsk tidligere fodboldspiller, som senest var tilknyttet som midterforsvarer hos Football League Two-klubben Burton Albion. Tidligere i karrieren spillede han for blandt andet Middlesbrough og Derby
Riggott var i 2004 med til at vinde Carling Cuppen med Middlesbrough F.C.

## Landshold
Riggott nåede ikke at spille for Englands A-landshold, men spillede mellem 2000 og 2001 ni kampe for landets U-21 hold.

## Titler
Carling Cup
- 2004 med Middlesbrough F.C.